# Чучкови књижевни сусрети
Чучкови књижевни сусрети су културна манифестација која се одржава сваког марта у Хан Пијеску. Организатор књижевне манифестације је Јавна установа Народна библиотека "Бранко Чучак" Хан Пијесак. 
Први Чучкови књижевни сусрети су одржани марта 2009.године и од тада се одржавају сваке године. Манифестација носи име по истакнутом књижевнику и публицисти Бранку Чучку. Циљ манифестације је промоција значајних имена и догађаја из књижевности, културе и историје. Смисао Чучкових књижевних сусрета огледа се у промовисању културних вриједности, те повезивању Хан Пијеска са другим културним институцијама у земљи и иностранству кроз својеврсни културни и пјеснички дијалог. Покровитељ Чучкових књижевних сусрета је Министарство просвјете и културе Републике Српске и општина Хан Пијесак.

## Чучкова књига
Је награда која се додјељује на овој књижевној манифестацији, а уручује се на централној вечери. Организациони одбор „Чучкови књижевни сусрети“ расписује јавни кокурс на којем могу учествовати аутори са првом објављеном књигом између двије манифестације.
Награду „Чучкова књига“ чине повеља и новчани дио награде.